# Leende guldbruna ögon (soundtrack)
Leende guldbruna ögon släpptes den 28 februari 2007 och är soundtrack till TV-serien med samma namn. Diverse dansband medverkar, även det fiktiva Lennartz från TV-serien.

## Låtlista
1. Leende guldbruna ögon - Lennartz
2. Sandras sång - Arvingarna
3. Två mörka ögon - Lennartz
4. Varje gång jag ser dig - Fernandoz
5. Tusen och en natt - Boogey Knights
6. Ikväll (tänds stjärnorna) - Lennartz
7. Alla hjärtans dag - Rivieraz
8. Du gav mig kärlek - Lennartz
9. Genom vatten och eld - Sven Bodins
10. Så lite vi vet - Lennartz
11. Och du tände stjärnorna - Rivieraz
12. De sista ljuva åren - Lasse Stefanz (duett med Christina Lindberg)
13. Regn i mitt hjärta - Rivieraz
14. Säg inte nej, säg kanske - Lennartz
15. Tack min vän - Thorleifs
16. Tittar på löven - Tottiez
17. Mot nya mål - Wizex
18. Älskat dig i smyg - Grönwalls
19. En liten fågel (Ein bißchen Frieden) - Stefan Borsch
20. Sandras sång - Lennartz
21. Eloise - Arvingarna
22. Bara femton år - Streaplers
23. Världens lyckligaste par - Lasse Stefanz (duett med Lotta Engberg)
24. Nu är det lördag igen (Another Saturday Night) - Flamingokvintetten
25. Monica - Magnus kvintett
26. Vår enda sommar - Cool Candys
27. Leende guldbruna ögon - Vikingarna
28. Till min kära - Streaplers
29. Varje litet ögonkast (Every Little Thing) - Candela
30. Hold Me - Barbados
31. Silverforsens strand - Matz Bladhs
32. Den stora dagen - Mats Bergmans
33. Aj, aj, aj - Schytts
34. Vi har så mycket att säga varandra - Jigs
35. Paloma blanca - Säwes
36. Gråt inga tårar - Thorleifs
37. Du ringde från Flen - Grönwalls
38. Du är det bästa för mig - Kina Jaarnek
39. Mjölnarens Iréne - Wizex
40. Natten har tusen ögon - Jan Öjlers
41. Du är min sommar, Marie - Vikingarna

### Fotnoter
1. ↑  ”Leende guldbruna ögon”. Svensk mediedatabas. 17 maj 2007. http://smdb.kb.se/catalog/id/002077092. Läst 25 september 2016.